# Boys Don't Cry (canção)
"Boys Don't Cry" é um single da banda britânica The Cure, lançado em junho de 1979 e relançado em abril de 1986 pela gravadora Fiction Records. Foi lançado no Reino Unido como single autônomo em junho de 1979 e foi incluído como faixa-título na coletânea Boys Don't Cry, de 1980.

## Certificações
| Região                                                                                                  | Certificação | Vendas   |
| --- | ------------ | -------- |
| Itália (FIMI)                                                                                           | Ouro         | 25 000*  |
| Portugal (AFP)                                                                                          | Ouro         | 20 000^  |
| Reino Unido (BPI)                                                                                       | Platina      | 600,000^ |
| *números de vendas baseados somente na certificação ^números de vendas baseados somente na certificação |              |          |